# Virtaal
Virtaal ist eine freie Software zur rechnerunterstützten Übersetzung (CAT) für professionelle Übersetzer.
Virtaal ist in Python geschrieben und wird von Translate.org.za gepflegt.
Virtaal ist insbesondere zur Lokalisierung geeignet. In Verbindung mit dem Translate Toolkit kann das Programm jedoch eine Vielzahl von weiteren Formaten bearbeiten.

## Geschichte
Die Arbeit an Virtaal begann im Jahr 2007 mit der ersten Version 0.1, die nur einem kleinen Kreis von Lokalisierungsexperten zugänglich gemacht wurde. Erst Version 0.2 war im Oktober 2008 das erste offizielle Release.
Der Name Virtaal ist ein Wortspiel. Auf Afrikaans trägt "vir taal" die Bedeutung "für Sprache", während das gleich ausgesprochene "vertaal" auf Deutsch "übersetzen" heißt.

## Funktionsmerkmale
Virtaal legt großen Wert auf eine sehr einfache, übersichtliche Oberfläche, die Möglichkeit einer rein mausbasierten Programmbedienung sowie auf Qualitätssicherung. So kann eine Lokalisierung auf die entsprechenden Vorgaben seitens Gnome, KDE, Openoffice.org, Mozilla oder Drupal überprüft werden.

## Dokumentformate
Virtaal kann bilinguale Dateiformate bearbeiten. Dazu zählen XLIFF, Gettext PO und MO, TMX, TBX, Wordfast TM und Qt ts. Mit dem Translate Toolkit können auch einsprachige Formate aufbereitet und mit Virtaal übersetzt werden.